# Мазунов, Артём Петрович
Артём Петро́вич Мазунов (род. 31 июля 1981, Комсомольск-на-Амуре) — российский актёр кино и телевидения, кинорежиссёр, сценарист, монтажёр, телеведущий и фотограф.

## Биография
Артём Мазунов родился 31 июля 1981 года в городе Комсомольск-на-Амуре. Занимался в Народном театре Дворца культуры Судостроителей «Криница».
Окончил Государственное училище циркового и эстрадного искусства (ГУЦЭИ). В 2006 году окончил ВГИК (мастерская Игоря Ясуловича). В кино впервые снялся в роли Гарика в многосерийном телевизионном художественном фильме «Тайный знак». По окончании ВГИКа на его счету было уже более десяти картин. Широкому зрителю стал известен после роли клоуна Чпока в телесериале «Принцесса цирка». Является также режиссёром, одним из сценаристов, исполнителем одной из главных ролей телесериала «Дикий». 

## Личная жизнь
Супруга — Нина Кравчук, сыновья — Ярослав и Валентин Мазуновы.

## Фильмография

### Актёрские работы
- 2002 — «Тайный знак» — Игорь «Гарик»
- 2003 — «Весёлая компания» — Веня
- 2004 — «Игра на выбывание» — Степан
- 2004 — «Новый год отменяется!» — Юрий
- 2005 — «Тайная стража» — Ролик
- 2005 — «Туристы» — Руслан
- 2005 — «Аэропорт»
- 2006 — «Аэропорт 2» — Вадим
- 2006 — «Национальное достояние» — Трушкин
- 2006 — «Сумасшедший день» — Собакин
- 2006 — «Чего хочет женщина»
- 2006 — «Челюсти»
- 2007 — «Бегущая по волнам» — Шапито
- 2007 — «Женская дружба» — Роман
- 2007 — «Капкан» — Олег Некрасов
- 2007 — «Ночные сёстры» — Зилов, участковый
- 2007 — «Сашка, любовь моя» — Андрей
- 2008 — «Батюшка» — Степан Малышев
- 2008 — «Криминальное видео» — Клюев
- 2008 — «Принцесса цирка» — Чпок
- 2008 — «С. С. Д.» — Павел
- 2009 — «Дикий» — Сева Кочкин
- 2009 — «Обитаемый остров» — гвардеец
- 2010 — «Путь к себе» — Сёмкин
- 2011 — «Дикий 2» — Сева Кочкин
- 2011 — «Белая ворона» — Пашка, сын Раисы Ивановны
- 2012 — «Дикий 3» — Сева Кочкин
- 2014 — «Дикий 4» — Сева Кочкин
- 2014 — Медвежья хватка — сокамерник
- 2014 — "Барсы" — телеведущий
- 2015 — Такая порода — полицейский
- 2016 — Дурехи
- 2017 — Пропавший без вести: второе дыхание
- 2019 — «Поселенцы» — Рыжий, контролёр колонии-поселения
- 2020 — «Капкан для монстра» — Леонид, оперуполномоченный полиции
- 2022 — «Стая» — Леонов, эксперт-криминалист

### Режиссёрские работы
- 2009 — «Дикий»
- 2010 — «Путь к себе»
- 2010 — «Допустимые жертвы»
- 2011 — «Дикий 2»
- 2012 — «Дикий 3»
- 2013 — «Пропавший без вести»
- 2014 — «Дикий 4»
- 2014 — «Медвежья хватка»
- 2015 — «Барсы»
- 2015 — «Такая порода»
- 2017 — «Пропавший без вести. Второе дыхание»
- 2017 — «Тайный город 3»
- 2018 — «Поселенцы»
- 2018 — «Дурёхи»
- 2020 — «Капкан для монстра»
- 2021 — «Бывших не бывает»
- 2022 — «Стая»

### Сценарные работы
- 2009 — «Дикий»
- 2011 — «Дикий 2»
- 2014 — «Дикий 4»
- 2018 — «Дурёхи»

### Монтажёрские работы
- 2009 — «История лётчика»
- 2009 — «Дикий»
- 2010 — «Путь к себе»
- 2013 — «Пропавший без вести»
- 2014 — «Медвежья хватка»
- 2014 — «Барсы»
- 2015 — «Такая порода»
- 2017 — «Пропавший без вести: второе дыхание»
- 2019 — «Поселенцы»
- 2020 — «Капкан для монстра»
- 2021 — «Бывших не бывает»